# Kościół Ducha Świętego w Gliwicach-Ostropie
Kościół Ducha Świętego – rzymskokatolicki kościół parafialny należący do dekanatu Gliwice-Ostropa diecezji gliwickiej. Znajduje się na gliwickim osiedlu Ostropa.
Budowa świątyni w stylu neobarokowym, zaprojektowanej przez wrocławskich architektów: Johannesa Gebla i Theodora Pluschkego, rozpoczęła się w 1925 roku. Kierownikiem prac budowlanych był Johann Rygol z Gliwic, natomiast budowniczym świątyni był ksiądz proboszcz Leopold Maruszczyk. W dniu 25 września 1927 roku kardynał Adolf Bertram uroczyście poświęcił świątynię. Początkowo do wyposażenia wnętrza zostały użyte ołtarze i paramenty ze starej świątyni św. Jerzego. Ozdobą kościoła jest m.in. figura  „Fatimskiej  Pani” (jedna z pierwszych na Górnym Śląsku przywieziona z Fatimy) ufundowana przez Edith Deppe ze Stanów Zjednoczonych jako podziękowanie za cud. Z okazji 85 rocznicy poświęcenia kościoła w dniu 30 września 2012 roku biskup senior Jan Wieczorek poświęcił ołtarz soborowy i ambonę, zaprojektowane przez Piotra Kłoska ze Szczyrku i wykonane przez firmę kamieniarską Krystiana Grzechaca z Ciasnej.

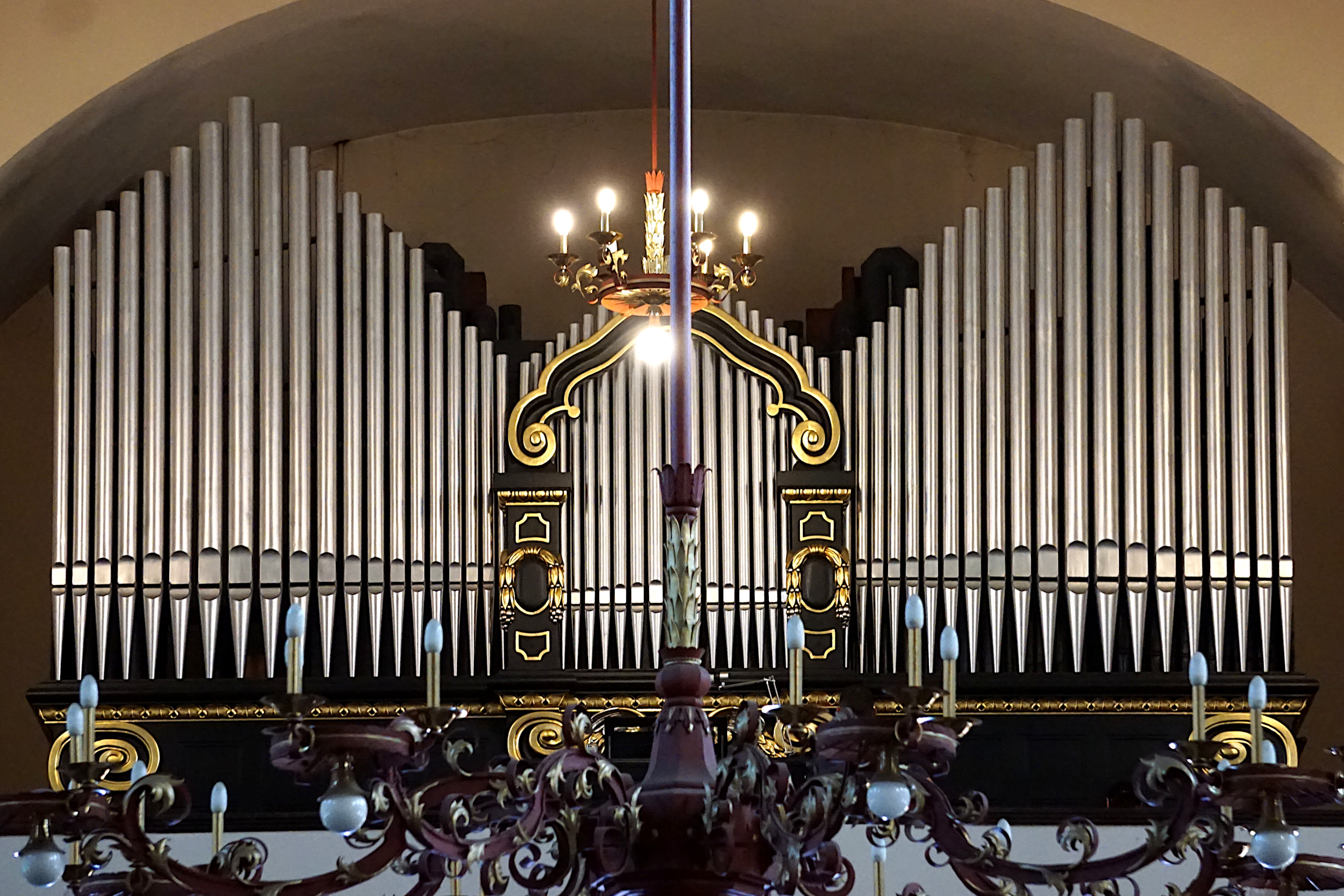
Organy firmy Rieger
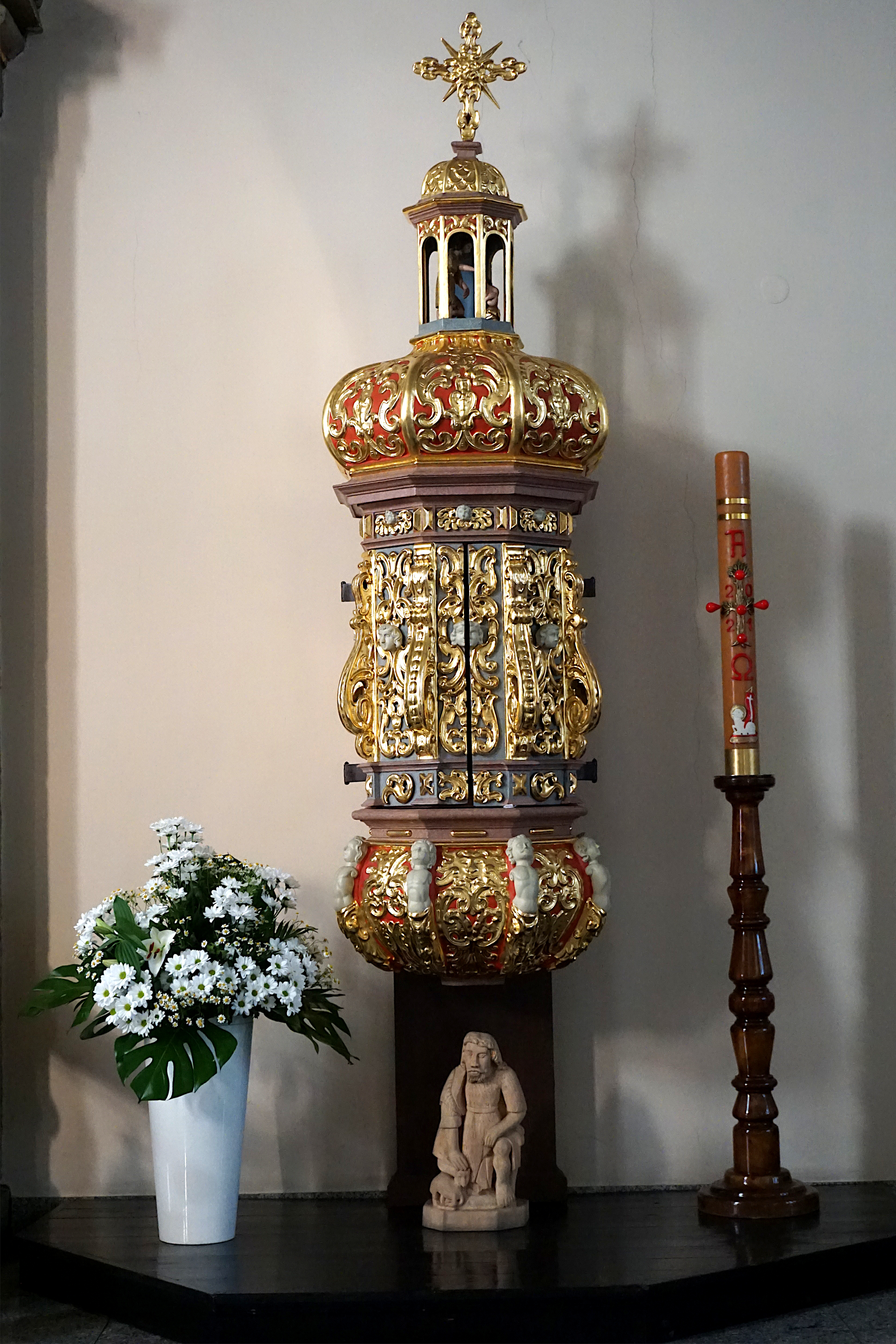
Chrzcielnica przeniesiona z kościoła św. Jerzego
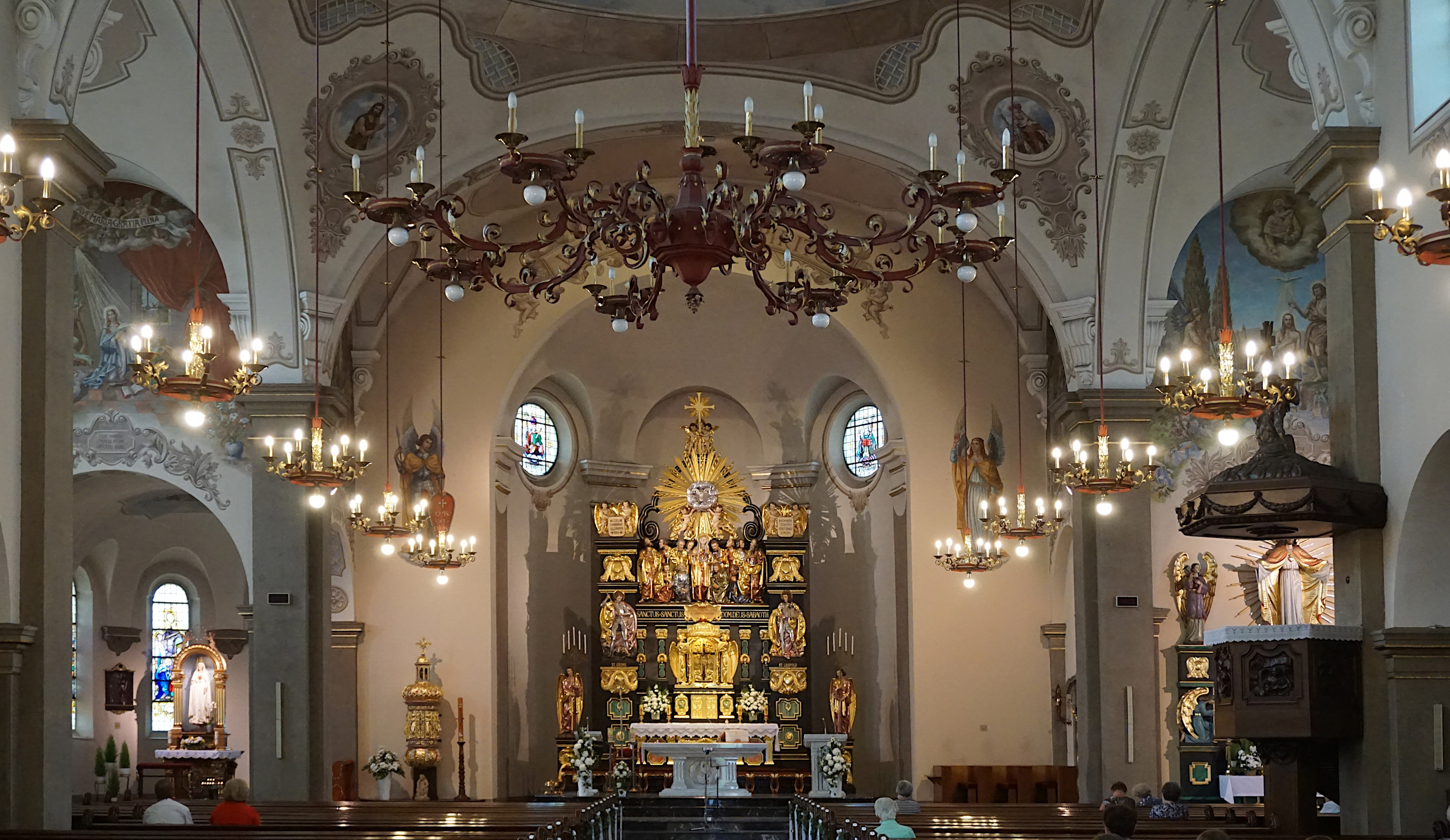
Wnętrze kościoła